# Białogórzynko
Białogórzynko [bjawɔɡuˈʐɨnkɔ] (tiếng Đức: Bulgrin)  là một khu định cư ở quận hành chính của Gmina Białogard, thuộc quận Białogard, West Pomeranian Voivodeship, ở phía tây bắc Ba Lan. Nó nằm khoảng 13 kilômét (8 mi) phía đông bắc của Białogard và 125 km (78 mi) về phía đông bắc của thủ đô khu vực Szczecin.